# Rosa mystica

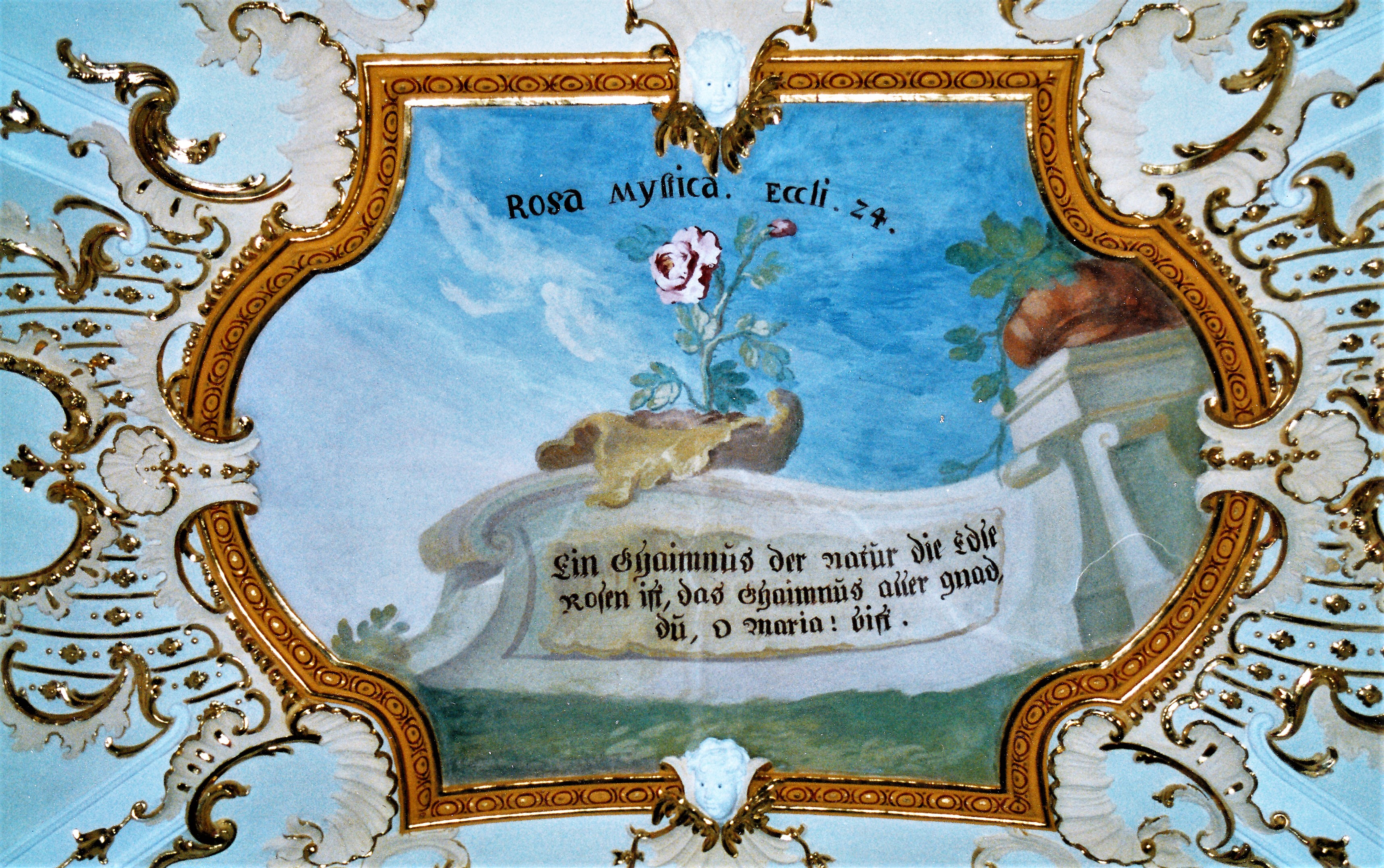
Fresko der Rosa mystica von Johann Baptist Zimmermann in der Wallfahrtskirche Maria Brünnlein

Rosa mystica (lateinisch für „geheimnisvolle Rose“) ist eine Anrufung der Gottesmutter in der Lauretanischen Litanei. In der katholischen Kirche gilt sie seit langer Zeit als Marientitel.

## Herkunft
Bereits im 5. Jahrhundert wurde Maria, die Mutter Jesu Christi, von dem Dichter Sedulius mit einer aus Dornen entsprungenen Rose verglichen. Im Mittelalter rückten die Mariensymbolik und allegorische Ausdrucksformen in darstellender Kunst und Dichtung stärker in den Vordergrund. In der Lauretanischen Litanei, die ab dem 12. Jahrhundert entstand und 1587 von Papst Sixtus V. approbiert wurde, wird Maria unter diesem Titel angerufen. Mit Bezug auf Jes 11,1a  wird in dem Weihnachtslied Es ist ein Ros entsprungen aus dem 16. Jahrhundert Maria als das Reis aus der Wurzel Jesse besungen, das die Rose Jesus Christus hervorbringt. Darstellungen der Gottesmutter wie die Madonna im Rosenhag oder Paradiesgärtlein (Hortus conclusus) symbolisieren die immerwährende Jungfräulichkeit der Gottesmutter. Maria wird auch als „Rose ohne Dornen“ und Königin des Rosenkranzes angerufen.

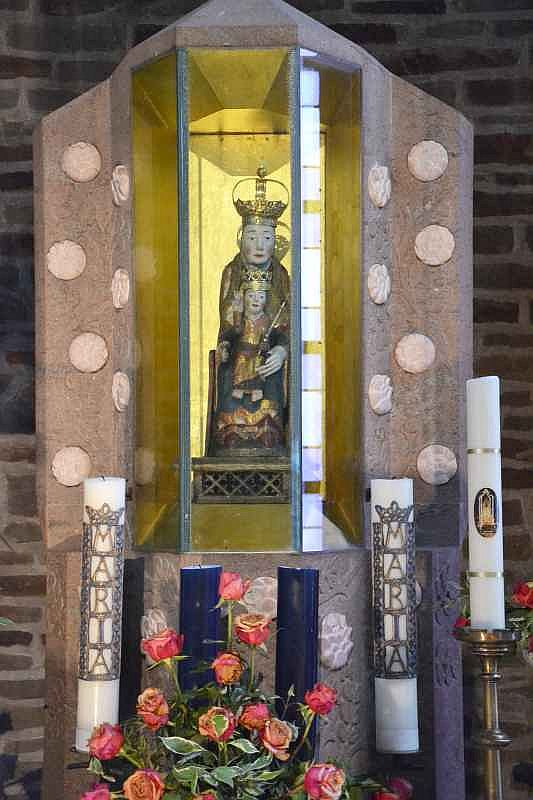
Rosa-mystica-Stele in St. Katharina Buschhoven

## Volksfrömmigkeit
In Österreich und anderen Ländern verbreitet sind Rosa-mystica-Statuen als Wandermuttergottes, die beim „Frauentragen“ von Haus zu Haus gebracht werden. Maßgeblich dafür sind unter anderem die Marienerscheinungen der Krankenschwester Pierina Gilli im norditalienischen Montichiari.
In der Pfarr- und Wallfahrtskirche St. Katharina in Swisttal-Buschhoven wird das Gnadenbild der „Rosenmadonna“ verehrt. Die Wallfahrt zur Rosa mystica dort entstand im Hochmittelalter im nahegelegenen Prämonstratenserinnenkloster Schillingscapellen, seit 1806 wird das Gnadenbild in Buschhoven verehrt.
1917 entwarf der aus Bottrop stammende Künstler Josef Albers ein Kirchenfenster mit Rosa-Mystica-Motiv für die Kirche St. Michael in Bottrop-Batenbrock.